# Blackmore, Hook End and Wyatts Green
Blackmore, Hook End and Wyatts Green est une paroisse civile de l'Essex, en Angleterre.